# フォー・ウィメン・スコットランド
フォー・ウィメン・スコットランド（英語: For Women Scotland）は、スコットランドの活動団体。個人が自己申告によって法的文書に記載された法的性別を変更することを認める法律などに反対している。反トランスジェンダーであると評されている。

## 歴史
この団体は2018年に設立され、トリナ・バッジ、マリオン・カルダー、スーザン・スミスがディレクターを務めている。
J・K・ローリングから資金援助を受けている。

## 活動
「性別は2つしかなく、人の性別は選択できず、変更もできない」という信念を表明している。
16歳と17歳の若者が自己申告によって法的な性別を変更できるようにする2004年性別認定法の改正案は「女性の権利を侵害し、2010年平等法に違反する」と述べている。
2025年4月、この団体が開始した長期にわたる法廷闘争の結果、最高裁判所は「2010年平等法における『女性（woman）』および『性別（sex）』という用語は、生物学的な女性および生物学的な性別を指している」という判決を下した。つまりこの法律（2010年平等法）における法的な性別の定義は生物学的なものであり、性別認定証明書（GRC）を持つトランスジェンダーの人々は含まれないという判断となった。ただし、同時に裁判判決では、2010年平等法は依然としてトランスジェンダーの人々に差別からの保護を提供しているとも強調した。この判決は「トランス女性は女性ではない」という主張を支持したわけではなく、「女性とは常に生物学的女性を意味する」とみなしたわけでもなく、トランスジェンダー女性は「女性」あるいは「トランスジェンダー」とみなされることを理由とする差別から依然として保護されている。裁判官も「この判決を、社会のある集団が別の集団を犠牲にして勝利したと解釈するのはやめてもらいたい」と忠告した。一方でフォー・ウィメン・スコットランドのディレクターのマリオン・カルダーは「ドアに女性用と書かれた看板があれば、そこは今から単一の性別空間になります。今日の判決によってそれは極めて明白になりました」と述べた。

## 批判
フォー・ウィメン・スコットランドは、LGBTQのメディアや専門家から、反トランスジェンダーであると評されている。
インターセクショナル・フェミニスト団体の「シスターズ・アンカット」は「フォー・ウィメン・スコットランドの行動や発言はスコットランドのトランスジェンダーおよびノンバイナリー・コミュニティに実際のダメージを与えている」と批判している。